# Cuisine philippine

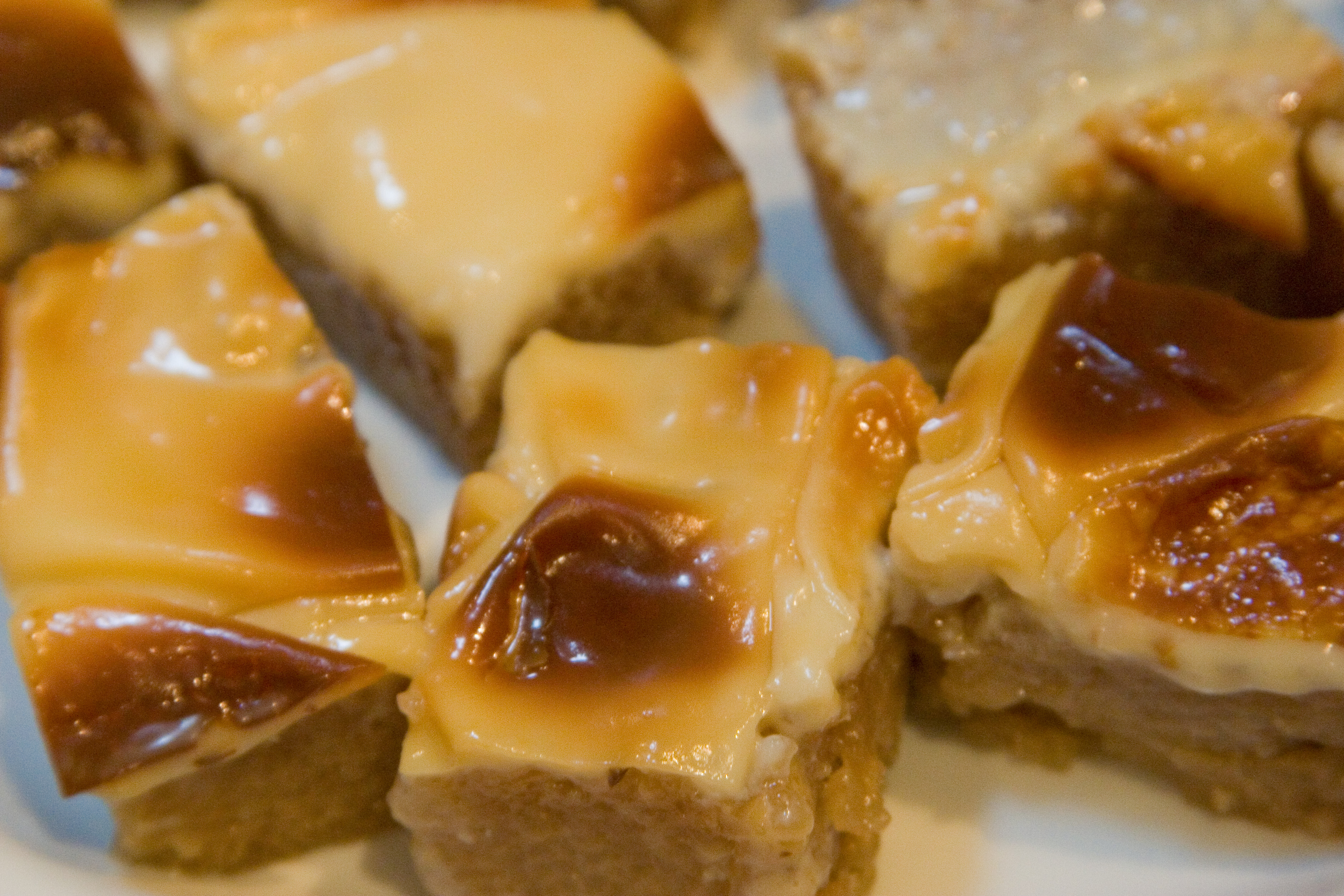
Variante du kalamay.

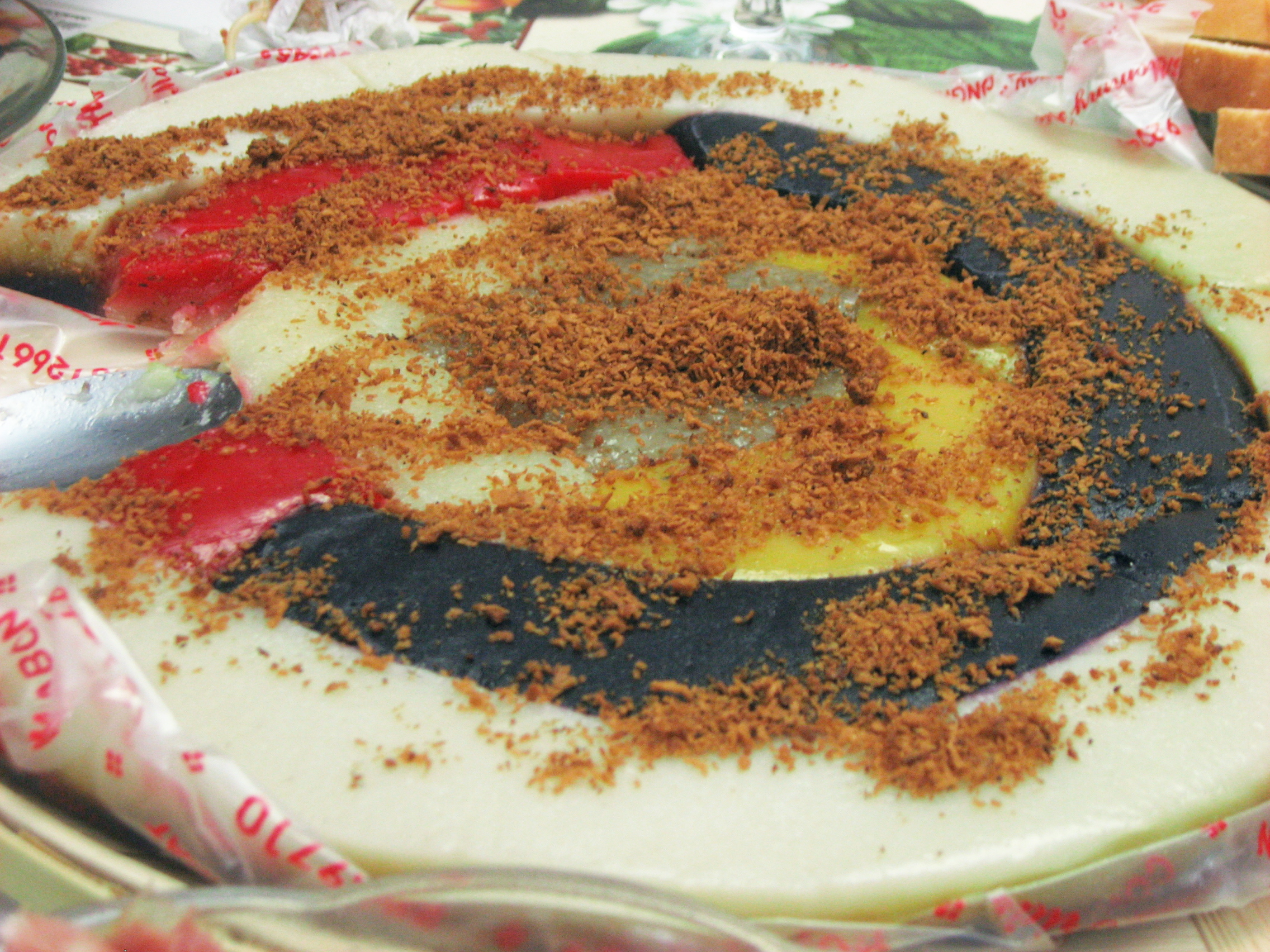
Sapin-sapin

La cuisine philippine (en filipino : lutuing pilipino ou pagkaing pilipino) est la cuisine traditionnelle des Philippines. C'est un style de cuisine qui a évolué à partir d'une base austronésienne (partagée avec les cuisines malaisiennes et indonésiennes). Elle s'est modifiée sous l'influence des cuisines indienne, chinoise, espagnole et américaine, en parallèle des vagues majeures d'influences qui ont enrichi les cultures de l'archipel. Les éléments extérieurs ont été incorporés en y substituant des ingrédients indigènes et en s'adaptant aux préférences locales,,,,.
Le principal aliment est le riz. Les repas peuvent être frugaux, constitués de riz et de poisson salé frit. Les plats les plus populaires comprennent des viandes grillées comme le lechón, des charcuteries comme la longganisa, des plats en sauce comme l’adobo, la kaldereta, le mechado, l’afritada, le kare-kare, le pinakbet, le hamonado, des soupes comme le sinigang, des plats de nouilles appelées pancit. Le lumpia et la torta sont aussi courants dans l'archipel.

## Caractéristiques

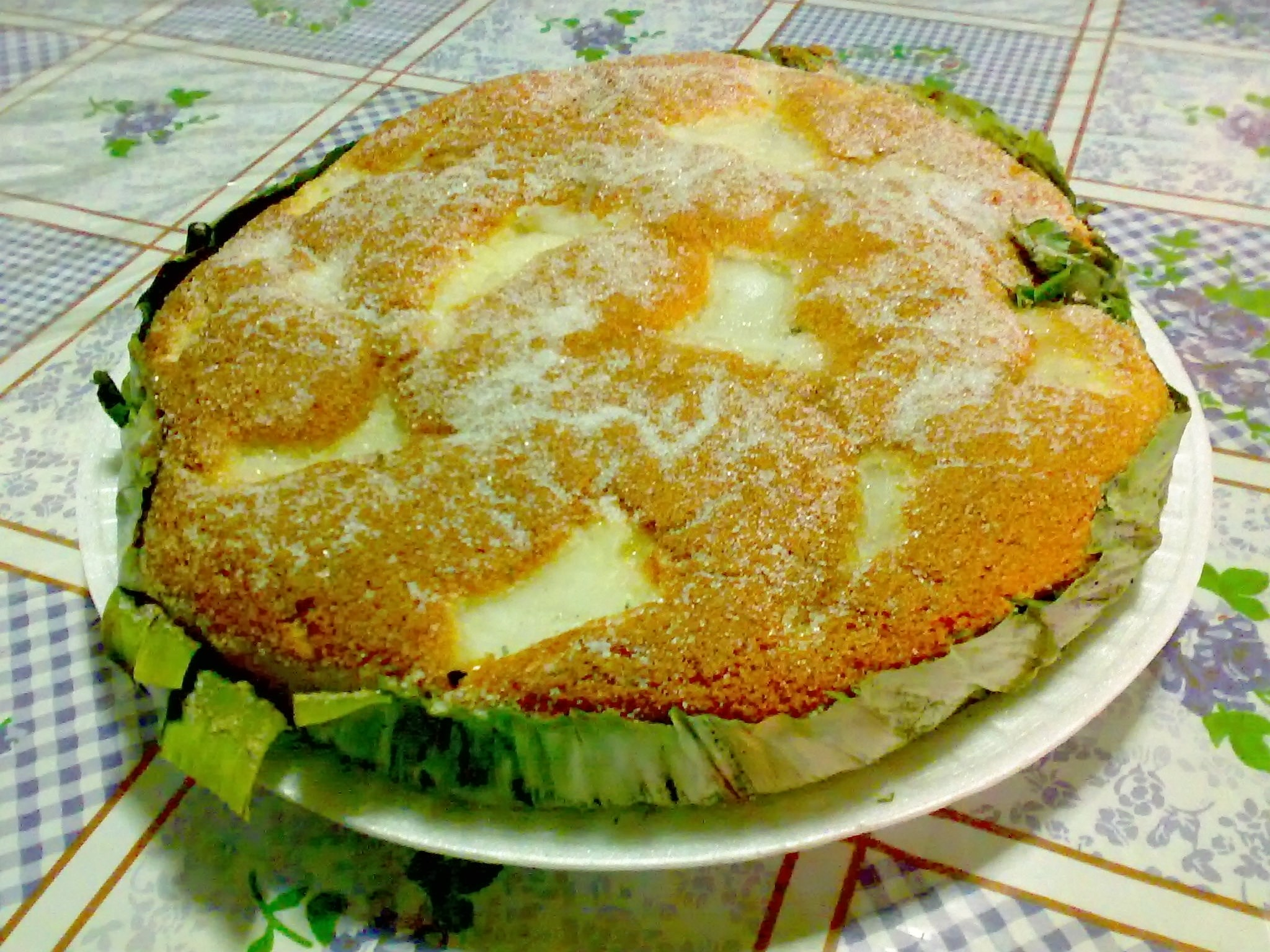
Un grand bibingka saupoudré de noix de coco râpée.

La cuisine philippine se base sur des associations de saveurs douces et aigres. Toutefois, dans la région de Bicol, dans la Cordillère Centrale et parmi les Philippins musulmans, le piment est un ingrédient essentiel. La cuisine philippine est faite de contrastes, associant des éléments sucrés avec des aliments salés, donnant naissance à des combinaisons surprenantes. On peut citer par exemple :
- associer un porridge de riz gluant sucré au cacao (champorado) avec du poisson séché salé (tuyo) ;
- une soupe de sang de porc et d'abats (dinunguan) avec des gâteaux de riz à la vapeur (puto) ;
- consommer des fruits frais comme la mangue après les avoir trempés dans du sel ou du bagoong ;
- l'utilisation de fromage salé dans des gâteaux sucrés comme le bibingka ou le puto, ou comme parfum de crème glacée.

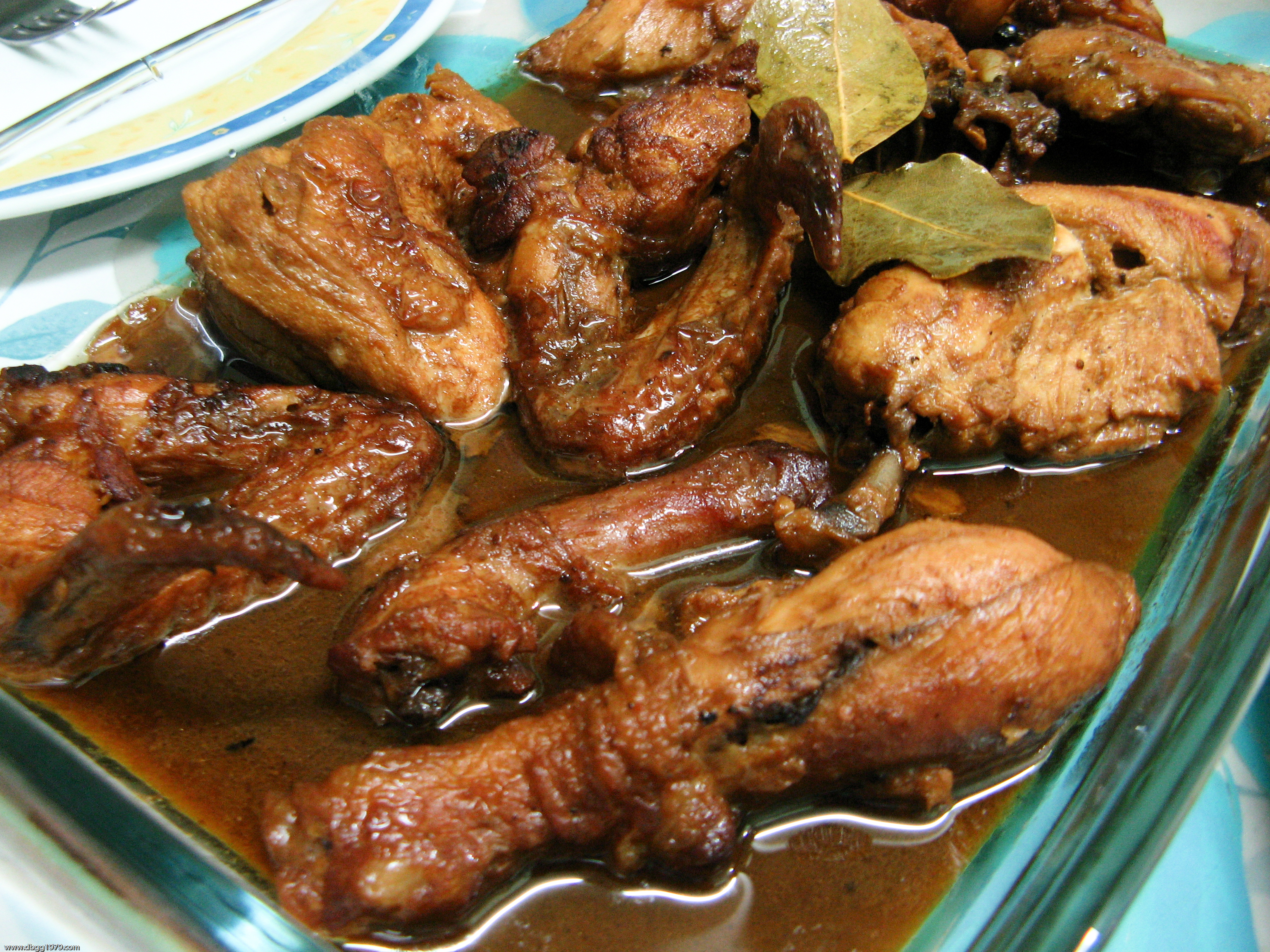
Adobo de poulet.

Le vinaigre est un condiment couramment utilisé. L’adobo philippin, composé de porc ou de poulet, braisés dans une sauce de vinaigre et de sauce soja, est parfois considéré comme le plat national. Non seulement il est simple à préparer, mais aussi il est possible de le conserver plusieurs jours ; le goût est d'ailleurs plus prononcé après un ou deux jours.
Le nom paksiw désigne des plats à base de vinaigre assez variés. Le paksiw au poisson est assaisonné de gingembre, de sauce de poisson et de piment siling mahaba. Celui au jarret de porc est mijoté avec des fleurs de bananier. Un plat similaire des Visayas est appelé humba et contient des haricots noirs fermentés.
Les soupes des Philippines sont consistantes, garnies de viande, de légumes et de nouilles. Elles sont consommées avec du riz, si elles ne constituent pas le plat principal. Elles sont désignées par les locaux sous le terme sabaw (« bouillon »). Le binacol est une soupe de poulet préparée avec de l'eau de coco et servie avec des lanières de chair de noix de coco. Le batchoy est une soupe de nouilles garnie d'abats de porc, de grattons de porc et d'un œuf cru. On peut aussi utiliser des nouilles misua. Le mami est une soupe de nouilles à base de viande, de wonton ou d'intestins, créée par le chef cuisinier Ma Mon Luk. Le nilagang baka est un bouillon de bœuf préparé à partir de choux et d'autres légumes.

### Ingrédients
Comme partout en Asie du Sud-Est, l'aliment de base des Philippines est le riz, cuit à la vapeur. Les restes de riz peuvent être frits avec de l'ail pour préparer le sinangag, qui est généralement consommé au petit déjeuner avec des œufs au plat et des charcuteries. La farine de riz est utilisée pour préparer des gâteaux et autres pâtisseries.

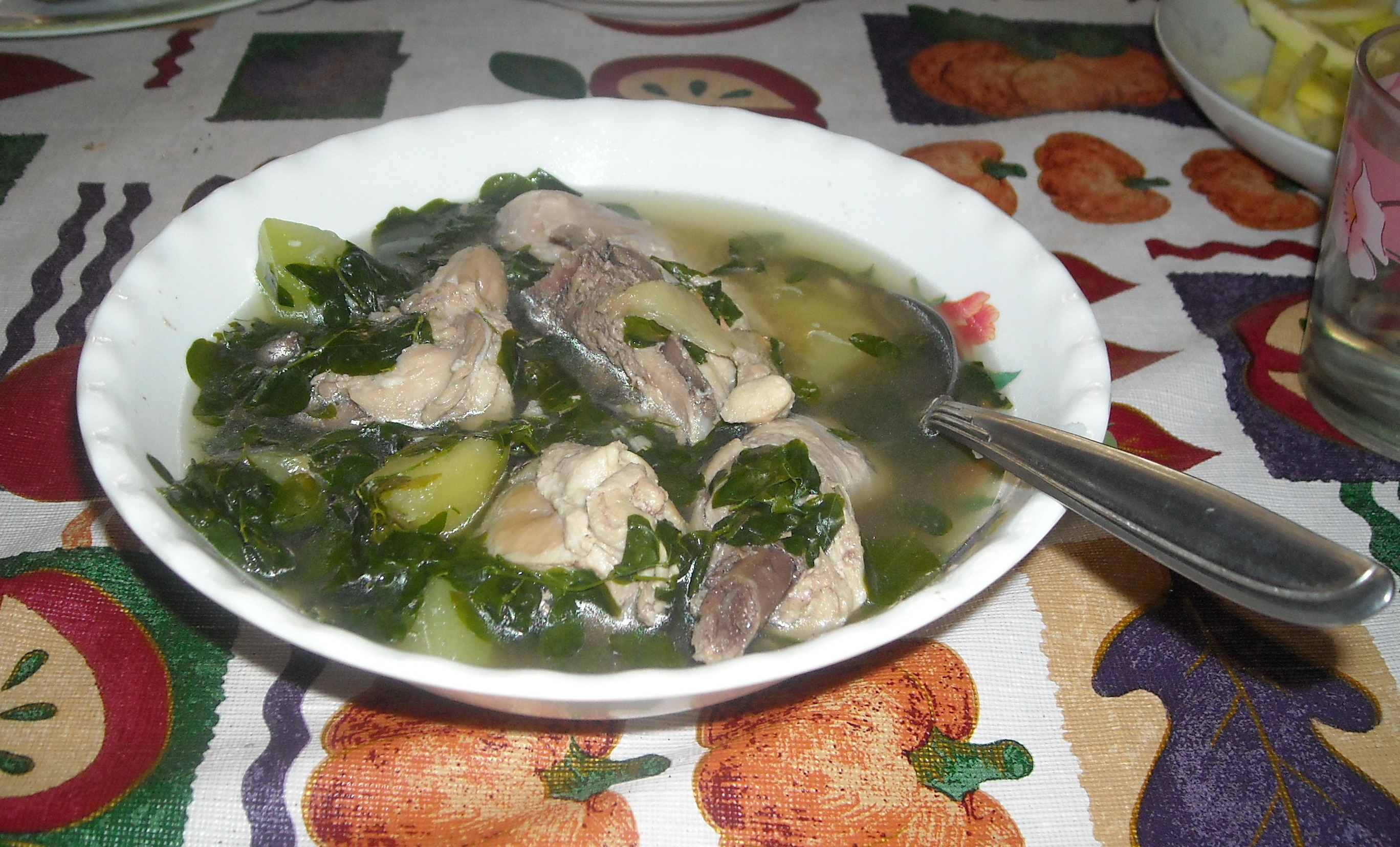
Tinola.

On trouve une grande variété de fruits et de légumes ; on peut citer les bananes de la variété saba, les calamondins, les goyaves, les mangues, les papayes, les ananas donnant un parfum typiquement tropical à de nombreux plats, mais aussi les légumes verts tels que le liseron d'eau, le chou, le chou chinois, le chou napa ainsi que d'autres légumes tels que les aubergines, les doliques asperges. On retrouve la noix de coco un peu partout. Sa chair est utilisée dans les desserts, le lait de coco dans les sauces et l’huile de coco pour la friture. Les récoltes de tubercules telles que les pommes de terre, les carottes, le taro, le manioc, l’ube et la patate douce sont abondantes. On retrouve un mélange de tomates, d'ail et d'oignons dans de nombreux plats. La papaye verte est cuisinée comme un légume : l'atsara est un accompagnement commun composé de lanières de papaye verte en saumure. Le tinola est préparé à partir de gros morceaux de poulet avec de fines tranches de papaye verte ou de chayotes, cuites dans du piment, des épinards et des feuilles de moringa dans un bouillon au gingembre.

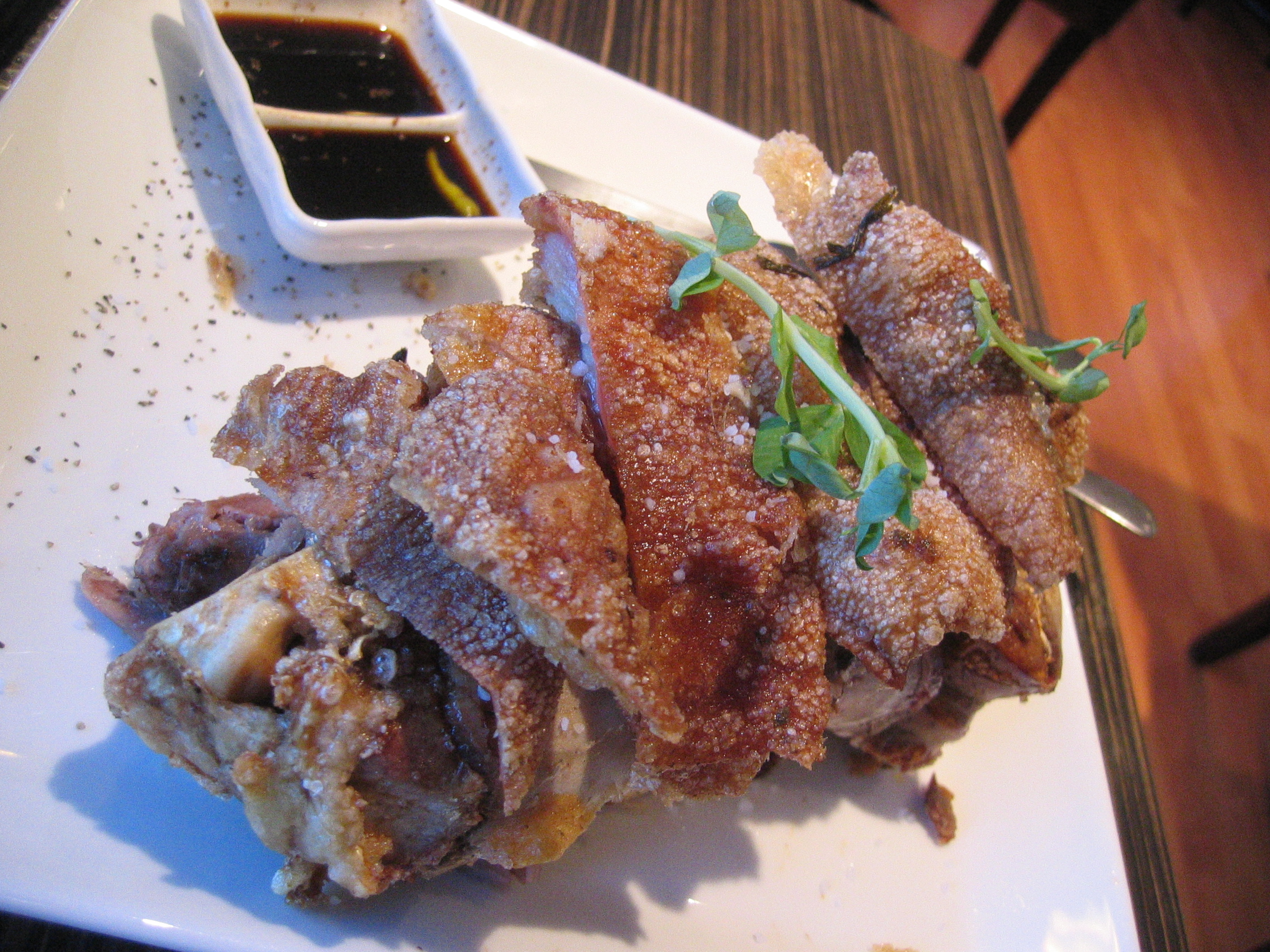
Pieds de porc croustillant.

Les viandes les plus consommées sont le poulet, le porc, le bœuf. Le lechon manok est l'équivalent philippin du poulet rôti. On le trouve sur beaucoup de stands de nourriture et dans des chaînes locales de restaurants. Il s'agit de poulet assaisonné grillé sur un feu de charbon et servi avec de la sarsa ou de la sauce lechon, épaissie avec du foie de porc broyé. Les pieds de porc sont préparés en étant marinés dans du vinaigre parfumé à l'ail puis frits jusqu'à être bien dorés.

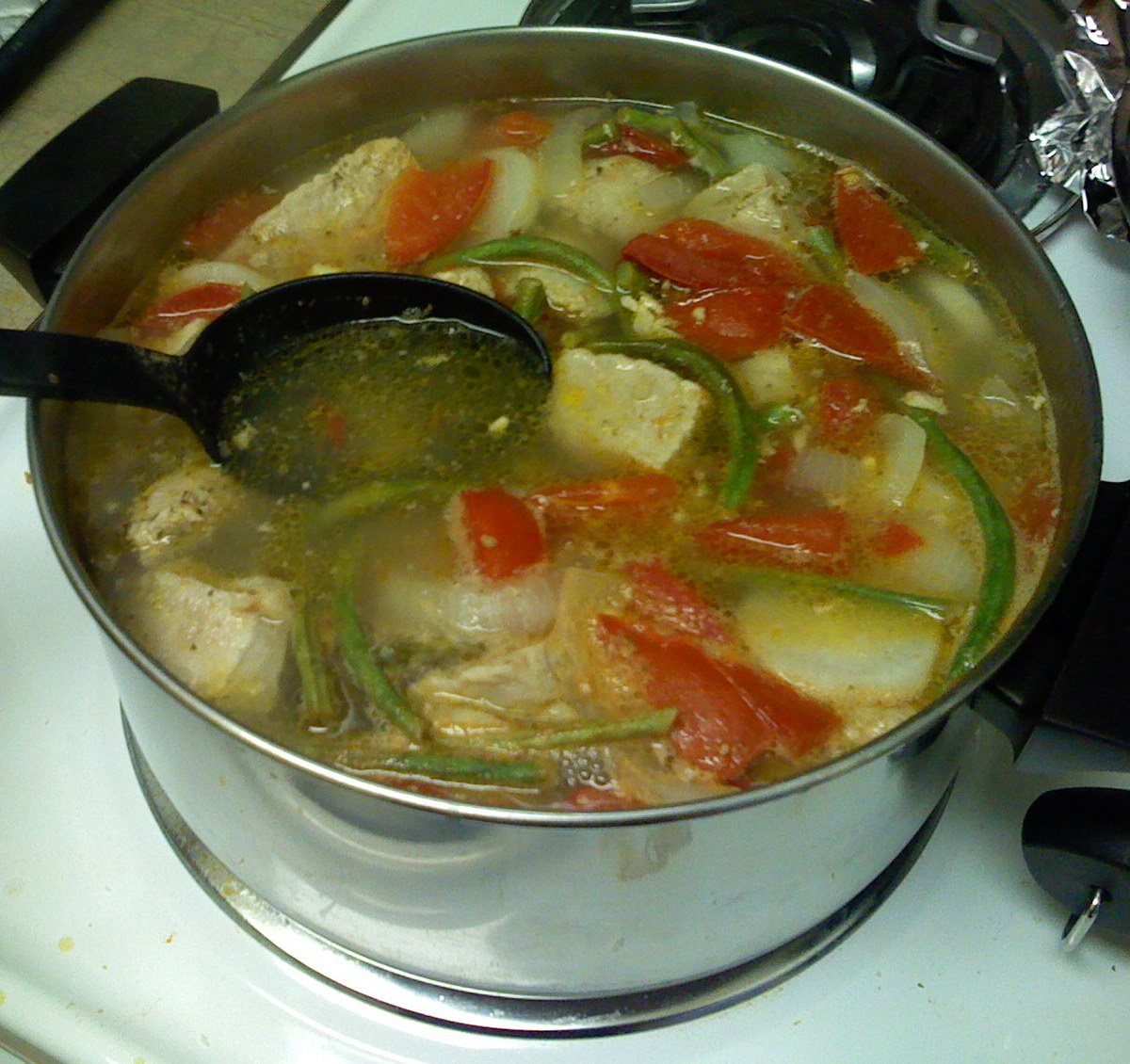
Sinigang na baboy, soupe de porc au tamarin.

Les produits de la mer sont aussi populaires, provenant des mers entourant l'archipel. On consomme notamment des tilapias, du poisson-chat (hito), du poisson-lait, du mérou, des crevettes, du maquereau (galunggong, hasa-hasa), de l'espadon, des huîtres, des moules, des palourdes, des grands et des petits crabes (alimango et alimasag), des charbonniers, du thon, du cabillaud, du marlin bleu, de la seiche et du calamar. Une algue appelée damong dagat, l'ormeau et l'anguille sont aussi très populaires. La manière la plus courante de consommer du poisson est de le saler, de le frire et de le consommer simplement accompagné de riz et de légumes. On peut aussi le cuire dans un bouillon aigre de tomates et de tamarin ou de goyave pour préparer le sinigang, mijoté dans du vinaigre avec des piments pour préparer le paksiw, ou grillé sur un feu de bois. Parmi les autres préparations courantes, on peut le préparer à l'escabèche, farcis ou en kinilaw, c'est-à-dire mariné dans du vinaigre ou du jus de calamondin avec parfois du lait de coco à la manière d'un ceviche. Le poisson est conservé en le fumant ou en le séchant au soleil, ce qui permet de le conserver plusieurs semaines, même sans réfrigération.
Les plats sont servis avec diverses sauces. Les aliments frits sont trempés dans des mélanges de vinaigre, de sauce soja ou de jus de calamondin. La sauce de poisson locale est mélangée avec le jus de calamondin pour accompagner la plupart des fruits de mer. La sauce de poisson, la pâte de poisson (bagoong), la pâte de crevette, la racine de gingembre broyée sont ajoutées durant la cuisson ou au moment du service.

### Produits indigènes

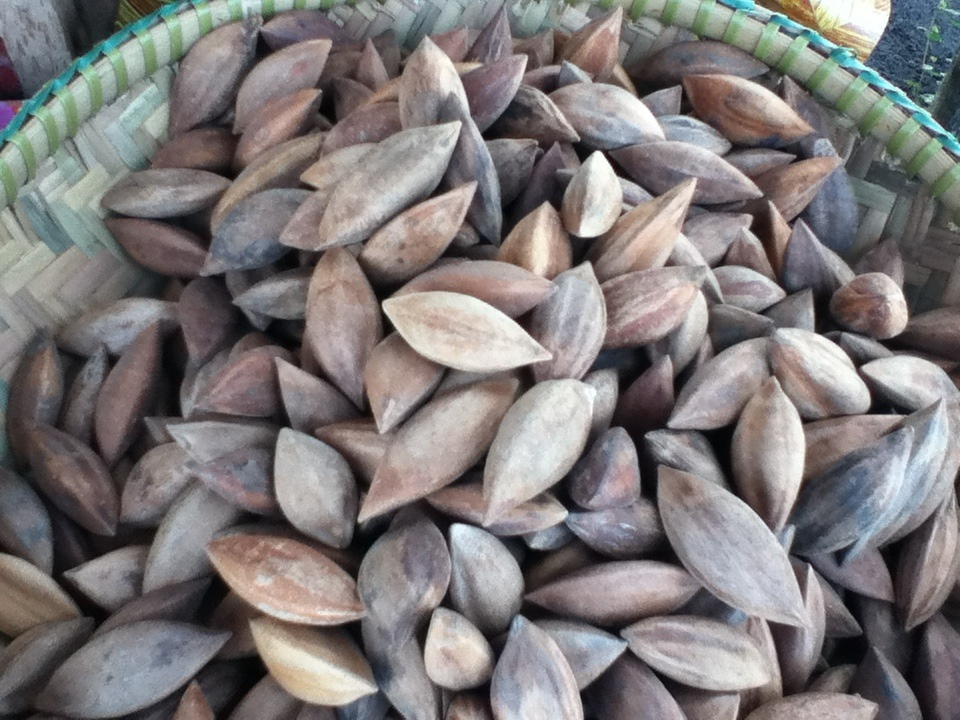
Noix du pili.

La cuisine philippine propose une grande variété d'ingrédients locaux. Le biote qui s'est développé sur ces îles a façonné des paysages particuliers.
Le calamondin est un fruit local du genre Citrus, utilisé pour son acidité. Le tabon-tabon est un fruit tropical qui était utilisé par les Philippins dès l'époque pré-coloniale pour ses propriétés anti-bactériennes, en particulier dans le kinilaw. Dans les Visayas, le batuan (Garcinia binucao) est utilisé comme acidifiant. C'est un fruit vert-jaune, rond, de quatre centimètre de diamètre. L'enveloppe extérieure est ferme et contient une pulpe très acide et plusieurs graines.
Le pays cultive aussi différents types de noix, parmi elles, la noix du pili, dont les Philippines sont le seul exportateur. Il est généralement consommé comme un merienda ou incorporé dans d'autres desserts à cause de sa texture laiteuse, fondante en bouche.
Le tultul, une variété de sel gemme, est produit uniquement dans les Guimaras et est directement saupoudré sur du riz blanc. Le sel est confectionné à partir de roseaux, de branchages et de petits morceaux de bambou apportés sur les rivages par la marée. Ils sont ensuite brûlés en grande quantité et continuellement arrosés d'eau de mer. Les cendres sont ensuite passées dans un kaing, un panier-tamis en bambou et mis à sécher sur un feu,.

### Histoire et influences

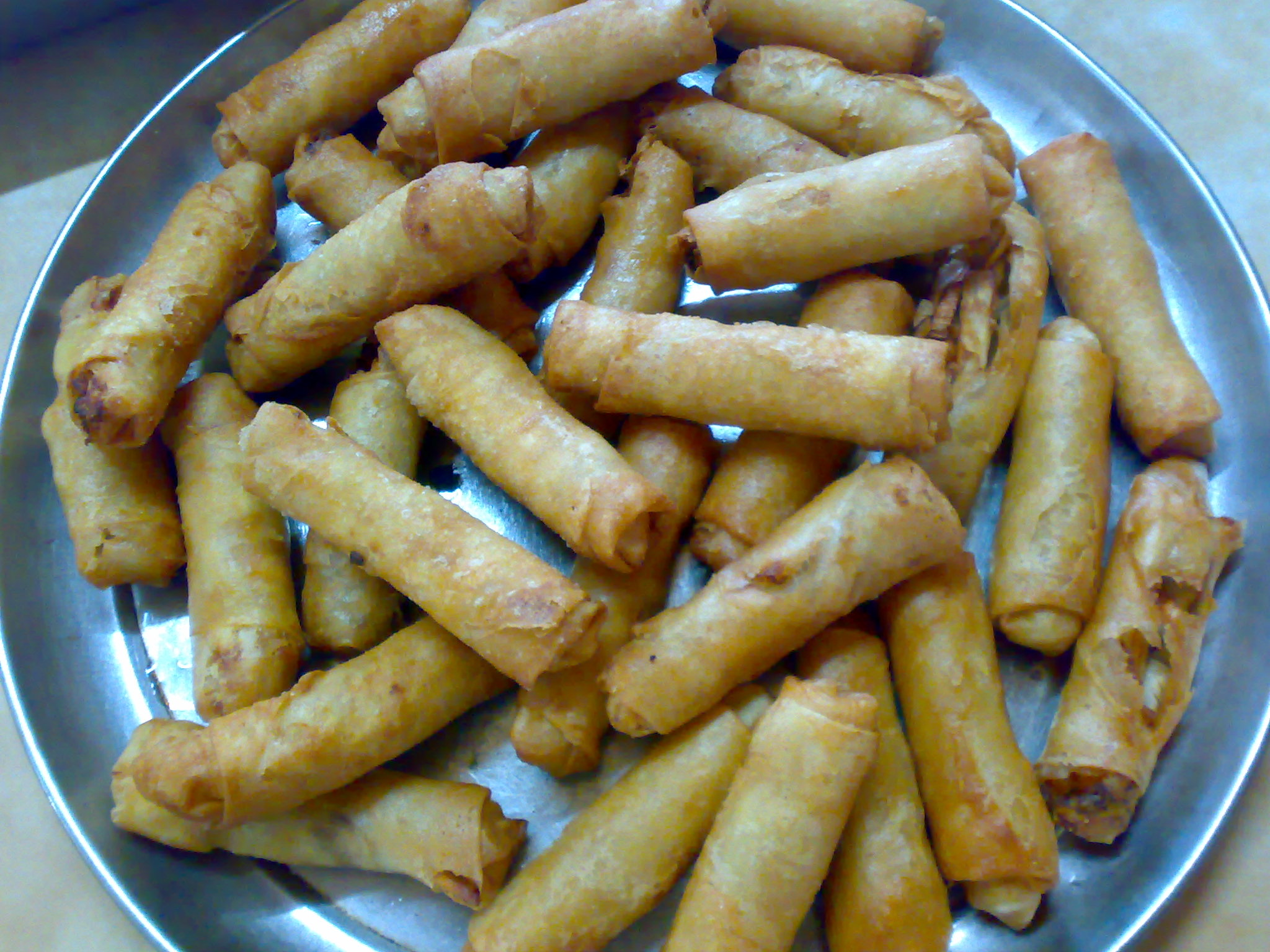
Le lumpia est le nom philippin et indonésien des pâtés impériaux.

Durant la période pré-hispanique, les méthodes de cuisson préférées des Austronésiens étaient la cuisson à l'eau, la cuisson à la vapeur et le rôtissage. Les ingrédients des plats les plus courants provenaient du bétail élevé localement, notamment des buffles d'eau, des bœufs, des poulets et des porcs, ainsi que des produits de la mer, poissons et fruits de mer. En 3200 av. J.-C., des Austronésiens originaires du sud de la Chine (plateau du Yunnan-Guizhou) et de Taïwan se sont installés dans l'archipel philippin. Ils apportent avec eux la culture du riz et d'autres techniques agricoles qui ont augmenté la quantité et la diversité des aliments disponibles.
À travers un commerce direct et des échanges culturels entre le Fujian chinois et les Philippines durant la dynastie Song (960-1279 apr. J.-C.), de la porcelaine, des céramiques et de la soie furent troquées contre des épices et des concombres de mer à Luçon. Ces contacts culturels précoces avec la Chine introduisirent un certain nombre d'ingrédients de base dans la cuisine philippine, notamment :
- la sauce soja, toyo (豆油, pe̍h-ōe-jī : tāu-yu) ;
- le tofu, tokwa (豆干, pe̍h-ōe-jī : tāu-koaⁿ) ;
- les pousses de haricots mungo, toge (豆芽, pe̍h-ōe-jī : tāu-koaⁿ) ;
- la sauce de poisson, patis ;
- ainsi que la technique du sauté et des réductions de bouillons.

Un certain nombre de ces aliments et plats ont conservé leur nom originel minnan, parmi lesquels :
- les nouilles, pancit (扁食, pe̍h-ōe-jī : pián-si̍t) ;
- les pâtés impériaux, lumpia (潤餅, pe̍h-ōe-jī : jūn-piáⁿ, lūn-piáⁿ)[15].

La cuisine chinoise introduite durant cette période était celle des travailleurs et des marchands. Elle constitua le fonds de commerce des panciterias, des échoppes spécialisées dans le commerce des nouilles. Elle est représentée par des plats tels que l’arroz caldo (porridge de riz), le sinangag (riz sauté), et le chop suey. Les plats de nouilles sont appelés pancit et il en existe une grande variété. Certains pancit, comme le mami ou le la paz batchoy sont des soupes de nouilles tandis que certaines variétés sont comparables aux nouilles sautées. Le sotanghon est une soupe de nouilles transparentes de haricot mungo, de poulet et parfois de champignons. Puis, il y a les spaghettis ou ispageti dans les parlers locaux, parfois préparés avec du ketchup de bananes à la place de la sauce tomate.
Plusieurs types de porridge de riz sont populaires aux Philippines ; l'arroz caldo est préparé avec du poulet, du gingembre, parfois du safran, et parfumé avec de la ciboule, de l'ail grillé, du lait de coco pour en faire une sorte de gruau. Le goto est une variante à base de tripes de bœuf. Le siopao est la version locale du baozi. Le buchi est un autre snack vraisemblablement d'origine chinoise. Ce sont des boules de pâte de farine de riz frites, farcies de pâte de haricot mungo ou d'ube, et enrobées de graines de sésame. Le kiampong est un type de riz frit garni de porc, de ciboule et de cacahuètes. On le retrouve dans les restaurants chinois de Binondo et de Manille.

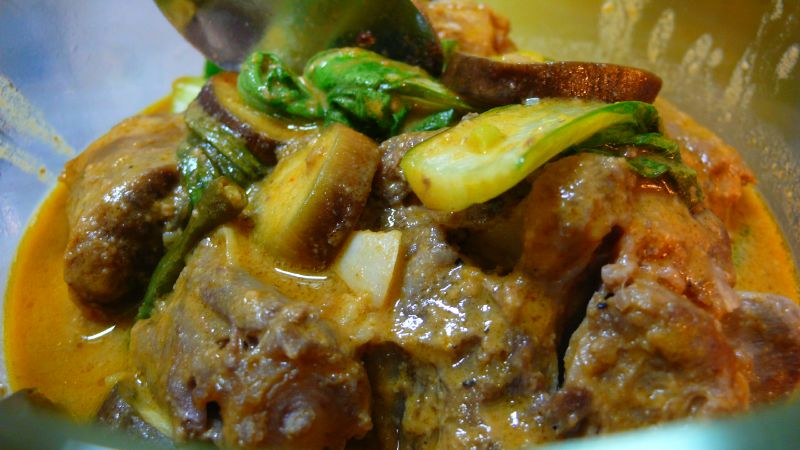
Kare-kare.

Le commerce avec les royaumes voisins de Malacca et Sriwijaya installés sur la péninsule malaise et l'île de Java a apporté des aliments et des techniques de cuisson encore couramment utilisées aux Philippines aujourd'hui, tels que :
- la pâte de poisson fermentée, bagoong (en malais: belacan) ;
- la sauce de poisson, patis ;
- le riz cuit dans des feuilles de palme, puso (ketupat) ;
- le rendang ;
- le kare-kare qui est un plat préparé avec de la queue de bœuf ou des tripes et des légumes arrosés d'une sauce de cacahuètes. Il est servi avec de la pâte de crevette fermentée ;
- l'infusion de condiments par du lait de coco, notamment le laing et le ginataang manok, le poulet mijoté dans du lait de coco.

Grâce au commerce avec les royaumes malais, des cuisines aussi éloignées que les cuisines indienne ou arabe ont enrichi les palettes des Austronésiens locaux (particulièrement dans les régions du sud de Luçon, Mindanao, Sulu, Palawan, les Visayas et Bicol, où le commerce était le plus intense). On consomme encore ces plats dans la partie méridionale de l'archipel, notamment :
- le kurmah ;
- les brochettes appelées satti ;
- le riz biryani ;
- les gâteaux de riz appelés puto, dérivés des puttu indiens.

Au XVIe siècle, les colons et les prêtres espagnols apportèrent des denrées des Amériques, comme les piments, les tomates, le maïs et les pommes de terre, ainsi que la technique de cuisson consistant à sauter les aliments avec de l'ail et de l'oignon. Les feuilles de piment sont souvent consommées comme légumes. Les plats espagnols et mexicains furent éventuellement incorporés dans la cuisine philippine, certains plats plus complexes préparés spécifiquement pour les grandes occasions. L’arroz a la valenciana a très peu changé par rapport à sa version valencienne. Le bringhe est une version préparée avec du riz gluant, du lait de coco et du curcuma. L’arroz a la cubana servi aux Philippines comprend généralement du picadillo, du bœuf haché cuisiné à la tomate. Le longganisa philippin est une saucisse de porc douce ou épicée coloré en rouge avec des graines de rocou. Malgré son nom, il diffère donc du longaniza espagnol et est plus proche du chorizo. Dans les Visayas, il est encore connu sous ce nom. Les Philippins consomment aussi des tocino, de la viande séchée et sucrée préparée à partir de poulet ou de porc, marinée et séchée pendant plusieurs jours avant d'être frite. Le morcon désigne un roulé de bœuf farci plutôt que la saucisse typique espagnole. Le mechado, la kaldereta, l'afritada et le waknatoy sont des plats similaires d'influence espagnole à base de sauce tomate. Dans ces plats, une pièce de viande est cuite dans de la sauce tomate, avec l'ail émincé et des oignons. Le mechado tient son nom du fait que le morceau de bœuf est lardé d'une bande de gras de porc, ce qui lui donne l'aspect d'une bougie et de sa mèche (mitsa). Le puchero est dérivé du cocido espagnol ; c'est un ragoût plus doux qui contient du bœuf, des tranches de bananes plantains mijotées dans de la sauce tomate.

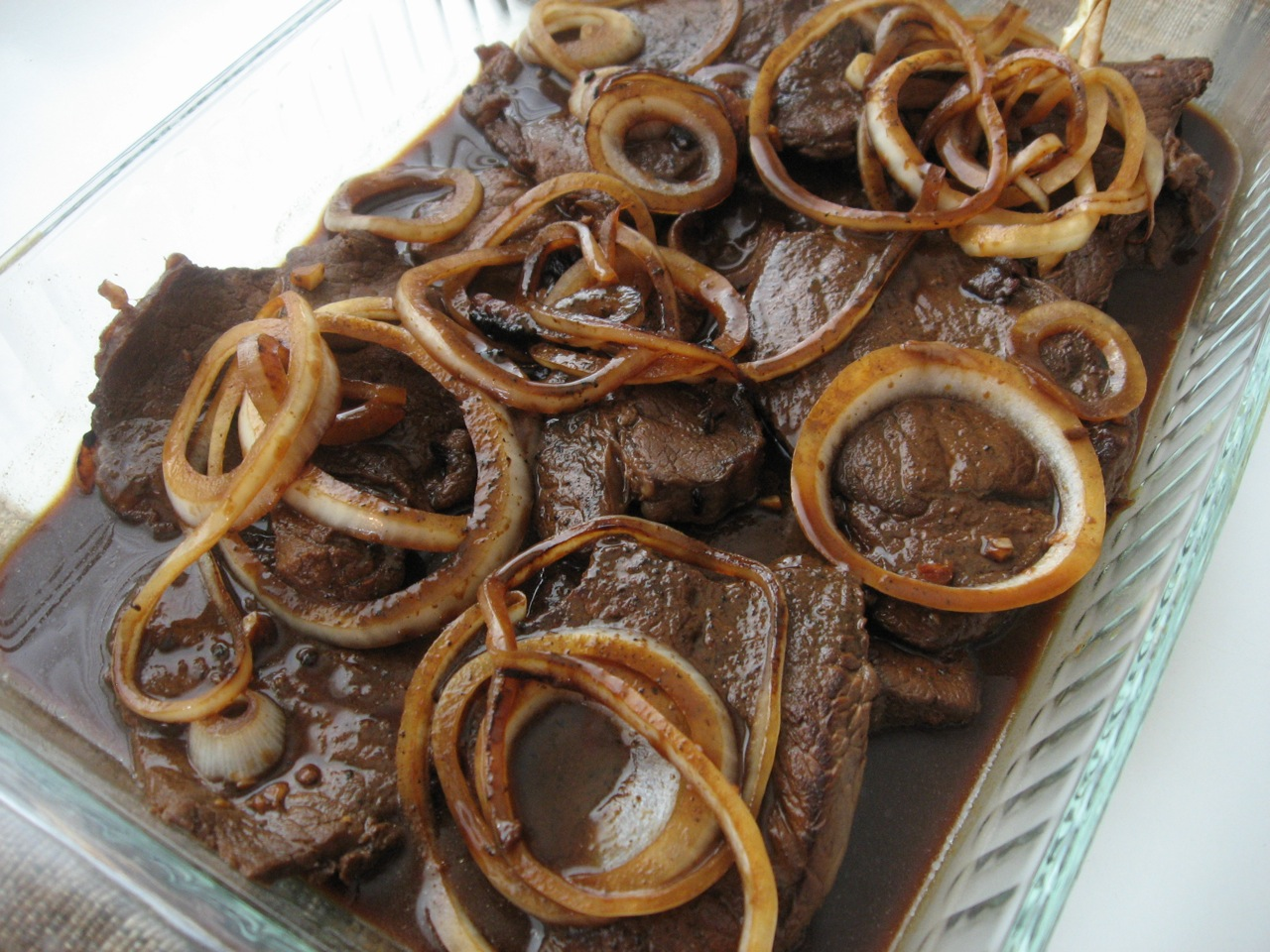
Bistek tagalog, tranches d'aloyau cuit doucement dans de la sauce soja, du jus de calamondin et des oignons.

De nos jours, la cuisine philippine continue d'évoluer alors que de nouvelles techniques, modes culinaires et ingrédients sont introduits. On trouve à la fois des plats traditionnels, simples et élaborés, indigènes ou ayant subi une influence étrangère, aussi bien que des mets plus populaires à l'échelle internationale et des produits de la restauration rapide. Toutefois, le régime philippin est plus riche en lipides, en lipides saturées et en cholestérol que les autres régimes asiatiques.

## Principaux plats philippins

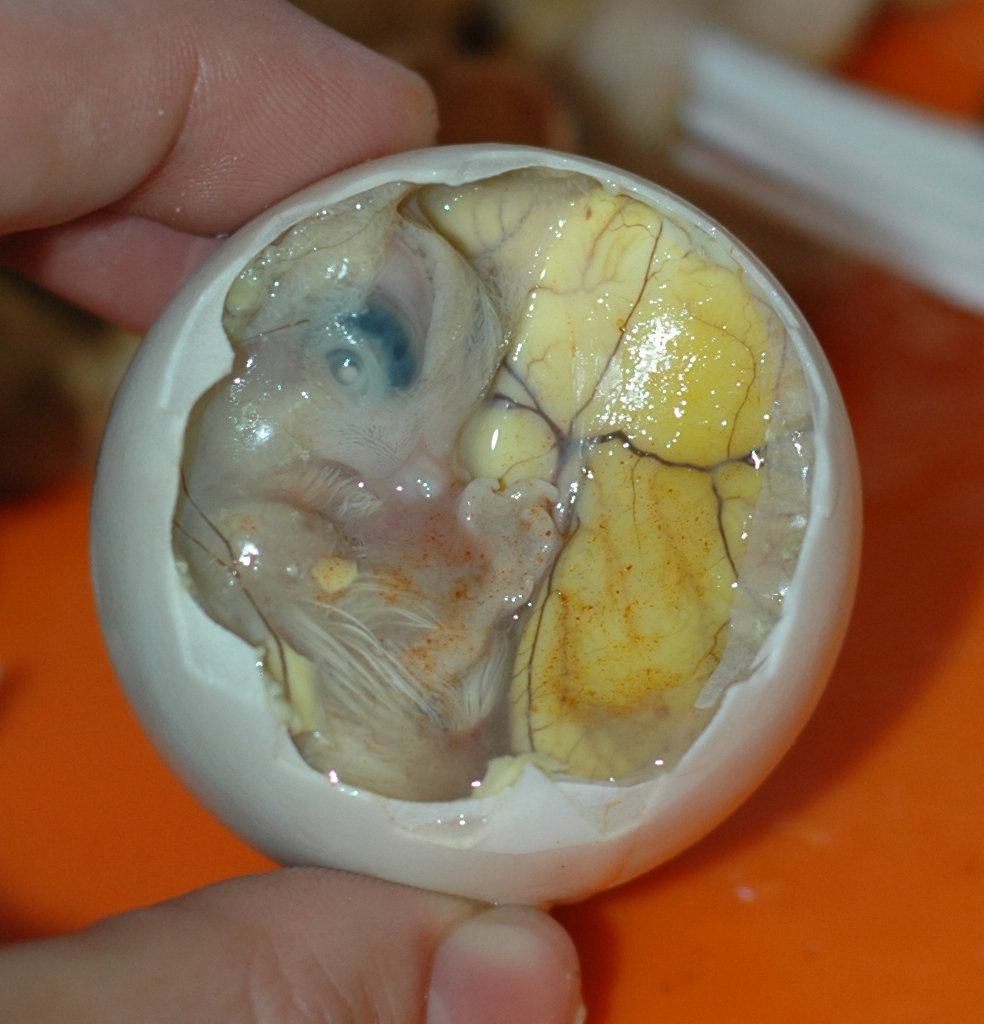
Le balut est un œuf de cane cuit à la vapeur. Il se déguste quand le fœtus est déjà formé.

- Adobo
- Balut
- Halo-halo
- Kalamay
- Lato
- Lumpia
- Pritong pusit, calmars frits
- Sapin-sapin
- Sinigang
- San Miguel (la bière locale)

## Douceurs

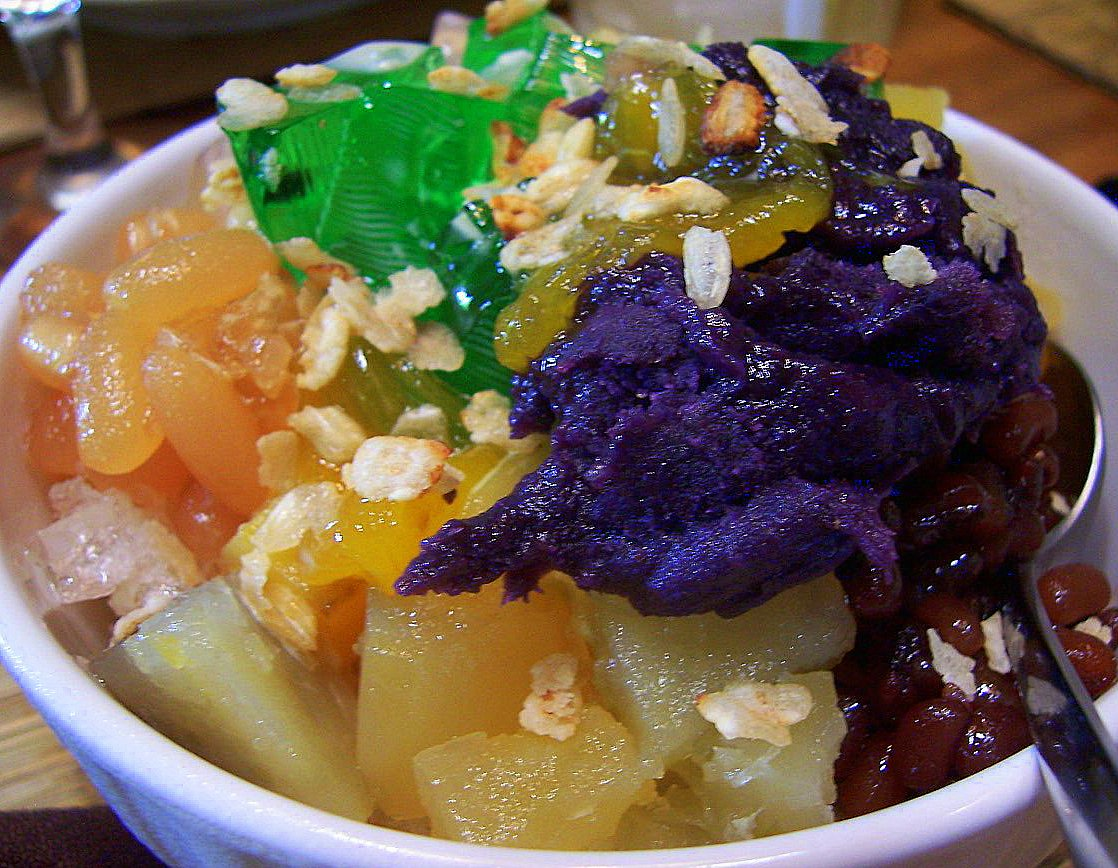
Bol de halo-halo.

Parce que les Philippines sont un pays tropical, de nombreux desserts sont préparés à partir de riz et de noix de coco. Le nata de coco est un aliment gélatineux, transparent, qui est produit par fermentation de l'eau de coco. Il est servi avec le pandesal. La crème glacée est populaire, avec des recettes locales utilisant du lait de coco à la place du lait. On prépare aussi des sorbets à base de jus de fruit, de chocolat et d'ingrédients locaux comme le haricot mungo et l'ube. Celles au chocolat et à la noix de coco sont parmi les plus populaires. De nombreux desserts sont servis avec de la glace pilée, parmi lesquels :
- le halo-halo, de la glace pilée et du lait, garni de noix de coco, de halaya (de la purée d'ube), de la crème caramel, des bananes plantain, du fruit du jacquier, des haricots rouges, du tapioca et du pinipig ;
- le minatamis na saging, des bananes plantains mûres coupées et caramélisées dans du sucre brun ;
- le saba con yelo, des bananes servies avec de la glace pilée et du lait ;
- le mais con yelo, des grains de maïs accompagné de glace pilée et de lait ;
- le buko pandan, des lanières de noix de coco avec de la gelée appelée gulaman, du lait et de l'extrait de feuilles de pandan.

Les recettes de meringue sont aussi présentes aux Philippines, ceci dû à l'influence espagnole. Les silvañas sont des gâteaux constitués d'une fine couche de meringue recouverte de crème au beurre et de miettes de biscuit. Il existe de nombreuses recettes de génoises ou meringues roulées ou garnies de crème : le pianono, le brazo de mercedes, le crema de fruta, l'inipit, le sans rival.

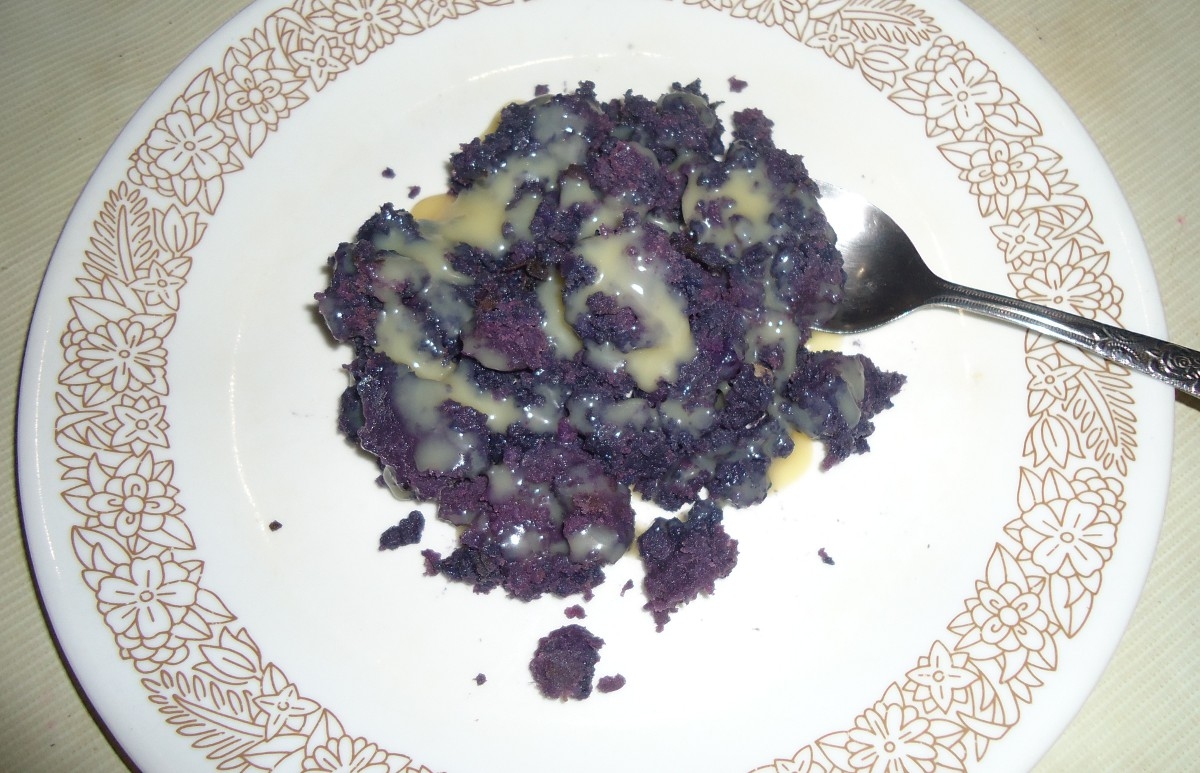
Ube halaya.

Du côté des biscuits, il y a le biskotso et le mamon ou mamon tostada, dont le nom dérive d'un mot d'argot espagnol désignant les seins. Le barquillo est une gaufrette fine, sucrée, roulée en tube, vide ou garni de polvoron (de la farine grillée et sucrée mélangée avec des noix). Les turrones de casuy sont des petites confiseries en massepain de noix de cajou entourées de pain azyme pour imiter un emballage de bonbon ou façonnées en une petite miniature de tarte. Le sinipit est un beignet tressé et recouvert d'un glaçage au sucre. Le shingaling est une sorte de biscuit apéritif, creux, croustillant et salé.
Le leche flan est une sorte de crème caramel préparé avec du lait concentré et un peu plus de jaunes d’œufs[pas clair]. Il peut être cuit à la vapeur ou bien au four en de plus rares occasions. Le leche flan est un dessert de base des fêtes. Le tocino del cielo en est une version un peu plus consistante, avec plus de jaunes d’œuf[pas clair] et de sucre. La tarte aux œufs est un élément fondamental des boulangeries locales, la crème est très riche en œufs ; il est généralement cuit au four jusqu'à ce que le dessus soit bien doré.

## Boissons

### Boissons fraîches et frappés

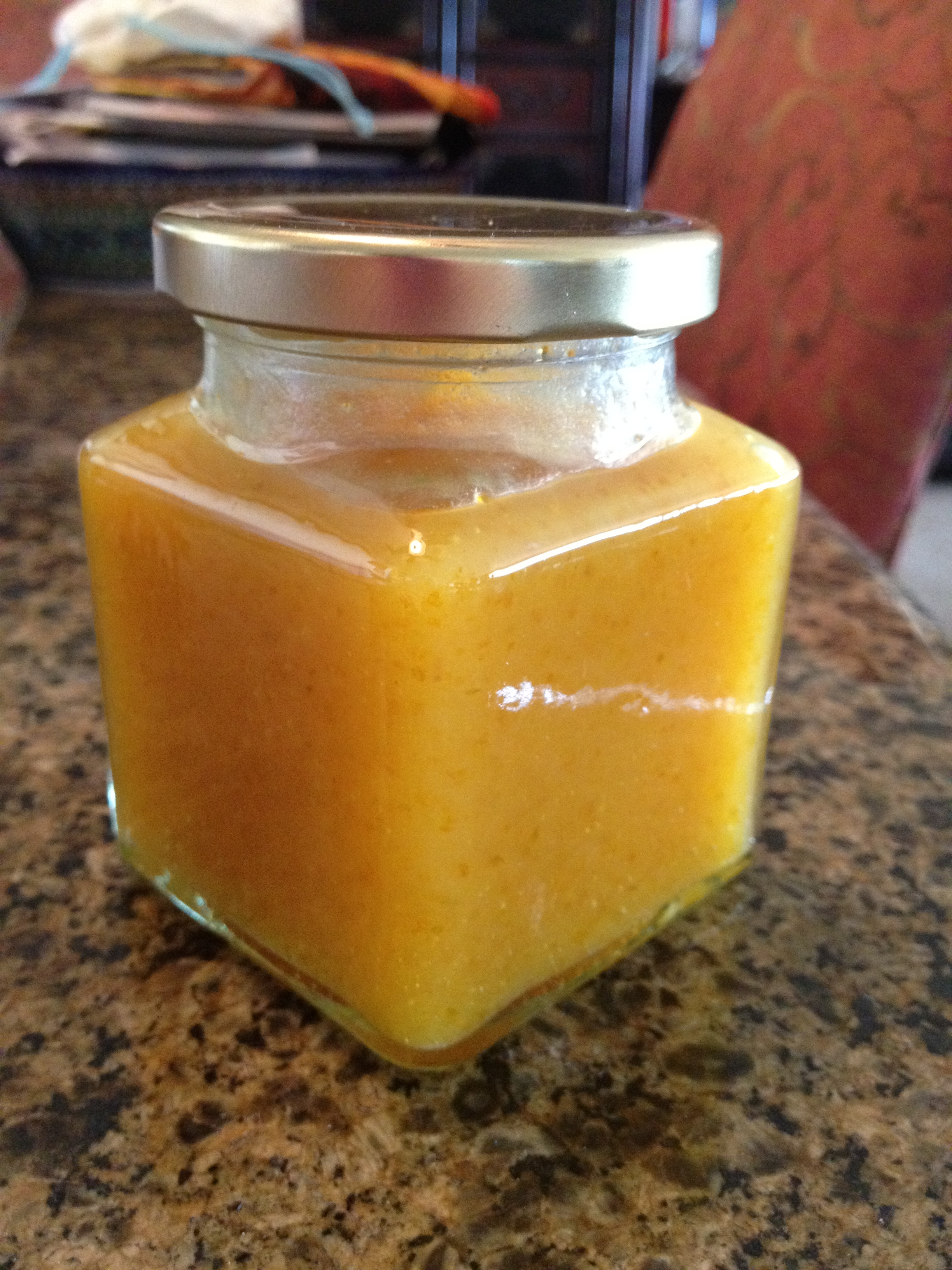
Extrait de calamondin pour préparer des jus.

Les boissons fraîches sont populaires à cause du climat tropical. Dans les zones urbaines, on trouve des stands proposant des rafraîchissements aux fruits et autres boissons frappées. La mandarine verte (dalandan ou dalanghita), le pamplemousse (Citrus maxima), l'ananas, la banane, et le corossol sont utilisés pour les préparer. Les boissons frappées contiennent de la glace pilée, du lait concentré et des fruits comme la mangue, le melon, la papaye, l'avocat, la pastèque, la fraise et le durian, pour n'en nommer que quelques-uns.

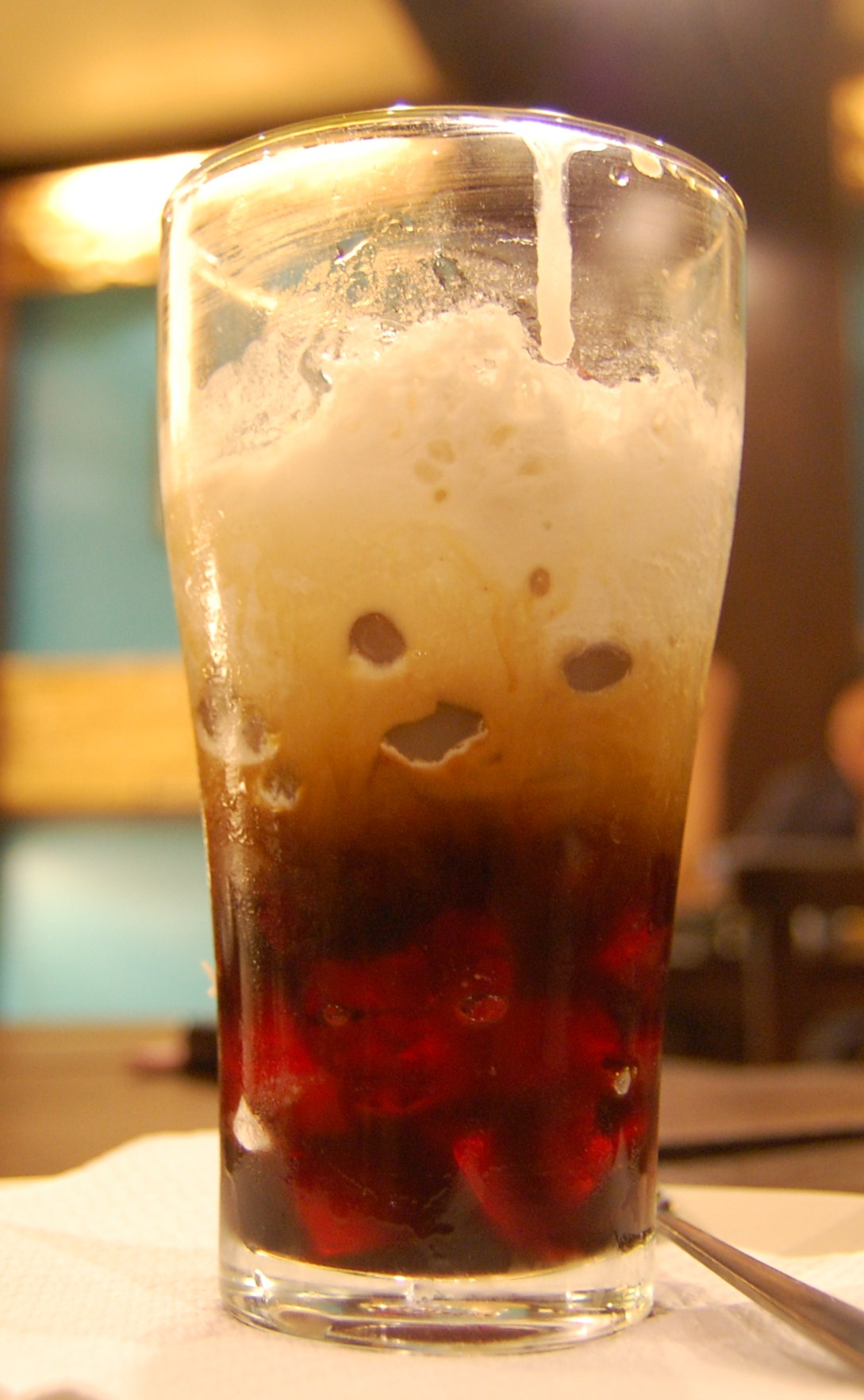
Sago't gulaman.

Le sago't gulaman est une boisson glacée d'origine malaise datant de la période pré-hispanique. On l'appelle gula melaka en malais ; il est préparé à partir de sagou, d'agar-agar, parfois de l'extrait de banane. On consomme aussi l'eau de coco fraîche à la paille directement dans la noix de coco, du jus de calamondin adouci avec du miel ou du sucre.

### Boissons chaudes
Aux Philippines, on consomme le café de façon prédominante. De nombreuses régions sont productrices de café. L'une des variétés les plus populaires vient des montagnes des Batangas et est connue sous le nom de kapeng barako. Une autre variété est le café de civette. Il est appelé kape motit dans la Cordillère, kape alamid dans les régions de langue tagalog et kape musang à Mindanao. Le café de Kalinga est connu pour être un café bio. Le café de la région montagneuse de Benguet est un mélange de grains de café robusta et excelsa. Avant même l'installation des premiers cafés aux Philippines, la boisson faisait déjà partie des habitudes locales. Les carinderias en proposaient souvent pour accompagner les repas. Les premières chaîne de cafés ont ouvert à partir de 1997.
La consommation de thé aux Philippines augmente principalement à cause de la préoccupation croissante des consommateurs à moyen et haut revenu pour la santé. On utilise des feuilles de Carmona retusa ou de théiers. Le thé glacé au pandan est une variante dans laquelle on ajoute des feuilles de pandan et de la citronnelle. Le salabat, ou thé au gingembre, est issu de l'infusion de racines de gingembre et est servi durant les mois froids, durant lesquels les maladies et les maux de gorges frappent.
Le tsokolate est le chocolat chaud philippin. Il est préparé à partir de tablea, des fèves de cacao séchées, torréfiées et moulues avant d'être façonnées en tablettes.

### Boissons alcoolisées

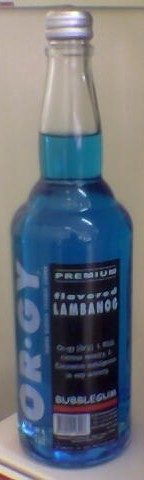
Un lambanog aromatisé au chewing-gum.

Il existe une grande variété de boissons alcoolisées produites aux Philippines par des brasseries locales et des distilleries.
La bière ou serbesa (de l'espagnol cerveza) est la boisson alcoolisée préférée aux Philippines. La San Miguel Pale Pilsen est la marque la plus populaire et la plus connue, Beer na Beer arrivant en second. La Gold Eagle Beer est plus courante dans les régions rurales. La Colt 45 et la Red Horse Beer sont assez fortes en alcool. On a aussi la Lone Star, la Carlsberg, la Coors, et depuis récemment, la Manila Beer.
Le rhum est souvent associé à la marque Tanduay. Plusieurs gins, dont des productions locales comme le Ginebra San Miguel, ainsi que des marques importées sont commercialisées. Les gins sont désignés par la forme de leur bouteille : bilog pour une bouteille circulaire, kwatro kantos (« quatre coins ») pour une bouteille carrée.
Le vin de palme, appelé tuba, est une liqueur forte produite à partir de la sève fraîche récupérée sur un jeune palmier. L'incision doit être faite tôt le matin, par un mananguete, un travailleur chargé de grimper sur les palmiers pour en extraire la sève. Le jus de palme accumulé durant une matinée est récolté à midi, puis apporté aux clients afin d'être préparé pour sa consommation. La récolte peut avoir lieu jusqu'à deux fois par jour, la seconde ayant lieu en fin d'après-midi. Le tuba doit être consommé peu après sa récolte, sinon il devient trop acide. Tout reste de tuba non consommé est conservé dans des jarres pour le faire fermenter pendant plusieurs jours, formant du vinaigre de palme. Le vin de palme peut être distillé pour produire du lambanog, un arrack neutre dont le taux d'alcool est relativement élevé.
Le lambanog est une boisson distillée à partir du nectar des fleurs de cocotier pas encore ouvertes et il est connu pour sa teneur en alcool (entre 80 et 90°). La plupart des distilleries sont situées dans la province de Quezon. Des efforts continus ont été faits pour en standardiser la production, ce qui a amélioré sa qualité. Actuellement, il est exporté dans les autres pays.
Le tapuy est une boisson alcoolisée traditionnelle des Philippines préparée à partir de riz gluant fermenté. C'est un vin clair avec un goût d'alcool prononcé, modérément sucré avec une note finale persistante. La teneur en alcool est entre 14 et 28 %, et il ne contient ni conservateur, ni sucre ajouté. Pour améliorer la visibilité de ce produit local, l'Institut de recherche philippin sur le riz a créé un livre de cuisine contenant des recettes et des cocktails à base de tapuy à destination des chefs et barman philippins célèbres.